# Nesomys
Nesomys é um género de roedor da família Nesomyidae.

## Espécies
- Nesomys audeberti Jentink, 1879
- Nesomys lambertoni G. Grandidier, 1928
- †Nesomys narindaensis Mein et al., 2010
- Nesomys rufus Peters, 1870